# Dětské jesle ve Spojených státech amerických
Dětské jesle ve Spojených státech amerických nebo „pečovatelská služba“ označují péči o malé děti (nejčastěji do tří let) během dne jinou osobou nebo osobami jako rodiče (případně zákonný opatrovník), často někým mimo přímé rodiny dítěte.
Dětské jesle mohou být považovány za specifický typ služby babysitting (doslovný překlad - dětské sezení), i když jsou tyto dva termíny v něčem odlišné. Zatímco babysitting může značit příležitostnou péči, dětské jesle obvykle označují permanentní péči. Např. dítě může strávit několik dní v týdnu v dětských jeslích, když rodiče pracují. Navíc babysitting často poskytují amatéři (např. rodiče mohou najmout někoho mladistvého z okolí pro babysitting, zatímco v dětských jeslích obvykle pracují profesionálové se zdravotnickým nebo pedagogickým vzděláním).
Dětské jesle se obvykle poskytují dětem z více rodin z okolí v domě, kde bydlí pečovatel, nebo ve specializovaném zařízení pro dětské jesle. Někteří zaměstnavatelé poskytují dětské jesle svým pracovníkům blízko pracoviště.
Dětské jesle mohou poskytovat jenom péči o dítě nebo pro větší děti mohou nabízet i nějakou formu vzdělání.

## Dětské jesle jako služba
Služby dětských jeslí přebírají osobní rodičovskou péči do větších regulovaných institucí. Většina péče o děti je poskytována rodiči, v domě chůvy, u příbuzných, sousedů nebo přátel. Např. v Kanadě, v rodině, kde pracuje aspoň jeden rodič, 62 % rodičů realizuje vlastní péči o děti, 32 % využívá jinou domácí péči (chůvy, příbuzní, sousedé nebo přátelé) a jen 6,5 % používá klasické dětské jesle.
Kde je potřeba dostatečně velká nebo kde vláda dotuje péči o děti, existují placené státní dětské jesle. Další faktor podporující velké korporátní (společné) dětské jesle je existence zařízení pro děti na pracovištích. Velké společnosti ne vždy poskytují svým pracovníkům vlastní dětské jesle, ale hledají korporátní poskytovatele služeb pro děti.
Neplacené dětské jesle mají některé strukturní výhody nad placenými. Mohou dostávat podporu od charitativních organizací nebo využívat společné prostory s mateřskou nebo i základní školou. Poloha uvnitř školy může mít i výhodu koordinovaných programů se školou a výhodu jednoho místa pro rodiče, kteří mají i děti školního věku. Rodiče mohou být vlastníky bezplatných dětských jeslí a pravidelně provádět související služby (např. účetnictví, správu atd.). Neziskové dětské jesle mají výhodu poskytovaných darů (většina lidí nepodporuje placené organizace), ale jsou obvykle limitovány ve velikosti a umístění v konkrétní lokalitě, protože rodiče (vlastníci) nemají motivaci spravovat jiné lokality, kde nejsou jejich děti. Mohou mít určité problémy s dorůstaním dětí a odevzdáním řízení dětských jeslí dalším rodičům. Lokální správa, často městský nebo obecní úřad, mohou provozovat nezisková centra dětských jeslí.
Domácí dětské jesle jsou provozovány jednotlivcem v jeho domě nebo bytě. Často jde o rodiče na rodičovské dovolené, který hledá dodatečný příjem během péče o vlastní dítě. Místní legislativa může regulovat povolený počet a věk dětí pro schválení domácích dětských jeslí a nařídit přísná bezpečnostní a hygienická pravidla. Protože domácí dětské jesle obvykle neplatí daně, bývají levnější než klasické dětské jesle.
Franšízing (licenční dohoda) domácích dětských jeslí se pokouší zavést vyšší ekonomii i pro domácí dětské jesle. Centrální operátor řídí marketing, administraci a případně nějaké obecné nákupy, zatímco samotná péče o děti probíhá v jednotlivých domech nebo bytech. Centrální operátor může poskytovat trénink jednotlivým domácím pečovatelům.
Místní legislativa může regulovat provoz dětských jeslí a definovat, co zakládá dětské jesle (tedy odlišit je od osob provozujících babysitting). Může specifikovat fyzické i jiné vybavení (toaletu, koupelnu, stravu, spánek, osvětlení atd.). Minimální rozměry oken mohou znamenat, že dětské jesle nemohou být v suterénu. Může specifikovat minimální plochu na dítě (např. 2,8 m2) a maximální počet dětí na jednu místnost (např. 24). Může určit minimální čas strávený venku (např. dvě hodiny venku a šest hodin uvnitř atd.). Může stanovit počet pracovníků k počtu dětí (např. jeden pečovatel na tři děti věku pod 18 měsíců, jeden na pět dětí ve věku 18-30 měsíců, jeden na osm dětí ve věku nad 30 měsíců atd.) a kvalifikaci osob kontrolujících pečovatele. Pečovatelé s praxí obvykle nepotřebují kvalifikaci.